# Laurence Parent
Pour les articles homonymes, voir Parent.
Laurence Parent est une activiste, une personnalité politique et une cinéaste québécoise canadienne née en 1985.

## Biographie
Laurence Parent a grandi dans un village du centre du Québec. C’est à son arrivée à Montréal en 2003 qu’elle constate les multiples défis liés à ses déplacements en fauteuil roulant.
À l’époque, aucune station de métro de la métropole montréalaise n’est accessible et un faible pourcentage des autobus le sont – et lorsqu’ils le sont, leur chauffeur-e n’est souvent pas en mesure ou ne veut pas utiliser le système permettant de rendre son véhicule accessible. C’est à la suite de ces multiples expériences de limitations fonctionnelles imposées par une ville hostile à sa mobilité et plusieurs voyages dans des villes plus accessibles, notamment Berkeley en Californie, qu’elle commence sa militance,,,,.

## Milieu académique
Laurence Parent détient un doctorat en Humanities de l’Université Concordia, une maîtrise en Critical Disability Studies de l’Université York et un baccalauréat en science politique de l’Université du Québec à Montréal (UQÀM). Elle est passionnée par la mobilité et les enjeux reliés à l'inclusion des personnes handicapées,.
Dès le début de sa carrière, elle a constaté l’ampleur du manque de littérature sur le handicap dans le monde francophone. Elle travaille à promouvoir l’étude critique du handicap dans les communautés francophones au Québec et au Canada. Elle est également conseillère et analyste en accessibilité universelle et inclusion des personnes handicapées.
En 2016, elle reçoit le prix francophone Tanis Doe pour l’avancement des études et de la culture de l’incapacité décerné par l’Association canadienne des études sur l’incapacité. À titre de conférencière invitée, elle a donné des présentations dans plusieurs universités,.
Son mémoire de maîtrise s’intitule Je Me Souviens:  The Hegemony of Stairs in the Montreal Metro,. Elle a reçu le prix Bengt Lindqvist Human Rights Prize in Critical Disability Studies. Ce prix est remis à l’étudiant-e graduant du programme de Maitrise en Critical Disability Studies de l’Université York et qui a rédigé le meilleur mémoire de sa cohorte. Son mémoire argue que le capacitisme, en tant que système d’oppression, soutient l’exclusion des personnes handicapées dont les besoins en mobilité ne peuvent pas être accommodés par des escaliers. Son choix de se concentrer sur les escaliers est justifié par l’expérience du metro faite par des personnes handicapées peut grandement varier en fonction de leur façon de se mouvoir.
Son doctorat, quant à lui, s’intitule: Rouler/Wheeling Montréal: Moving through, Resisting and Belonging in an Ableist City,,. Dans ce cadre, elle développe une nouvelle méthodologie, les entrevues roulantes (wheeling interviews), grâce auxquelles elle parcourt la ville et le sentiment d’appartenance qu’y développent des personnes handicapées. Elle étudie la négociation des barrières d’un point de vue théorique, affectif et linguistique démontrant que l’absence de vocabulaire en français pour reconnaître l’oppression capacitiste amène une absence de questionnement de cette même oppression. Elle conclut sa thèse en proposant 51 actions spécifiques qui permettront de construire une ville anti-capacitiste.

## Politique
Le 7 novembre 2021, Laurence Parent a été élue comme conseillère d’arrondissement district De Lorimier du Plateau-Mont-Royal sous la bannière de Projet Montréal lors des élections municipales,,,. En plus de sa position d’élue, elle occupe les postes de présidente de la commission permanente sur le transport et les travaux publics et de vice-présidente du conseil d’administration de la Société de transport de Montréal,. Précédemment, elle a occupé en tant que représentante des clientes et clients du transport adapté de la STM de 2017 à 2021.
Le 19 juillet 2022, elle a inauguré la 20e station de métro accessible de la Société de transport de Montréal (Station Mont-Royal). En 20 ans, les politiques internes de la STM en matière d’accessibilité sont passées d’aucune considération à une transformation architecturale du tiers de son réseau.

## Activisme
Elle œuvre initialement dans plusieurs organismes communautaires, notamment Action des Femmes Handicapées (Montréal) et  l'Association québécoise pour l'équité et l'inclusion au postsecondaire (AQEIPS),. Elle s’implique dans divers comités afin de rendre accessibles des droits et des services dont Élections Canada et le Musée canadien pour les droits de la personne (Winnipeg). Elle fait ses débuts en 2018 au sein de Projet Montréal en joignant le sous-comité Accessibilité et personnes handicapées.
Avant de faire le saut en politique, Laurence a cofondé plusieurs organismes militants pour les droits des personnes handicapées dont le RAPLIQ (Regroupement des activistes pour l’inclusion au Québec), et Québec Accessible. Elle décrit un souhait dans une entrevue du Grenier aux Nouvelles qui résume bien son parcours:  
«Si tu étais une plante/un livre/une œuvre d'art/un événement historique, tu serais : 

J’aimerais être une révolution tranquille.»
| Principaux accomplissements | Principaux accomplissements |
| --------------------------- | --- |
| 2017 – 2021                 | Membre, Commission de la citoyenneté culturelle, Culture Montréal, Montréal                                                    |
| 2015 – 2017                 | Cofondatrice, Québec accessible, Montréal                                                                                      |
| 2013 – 2017                 | Cofondatrice et coadministratrice, Transport mésadapté, Montréal                                                               |
| 2009 – 2014                 | Vice-présidente et cofondatrice, Regroupement des activistes pour l'inclusion au Québec, Montréal                              |
| 2011 – 2013                 | Vice-présidente aux affaires externes, Association québécoise des étudiants ayant des incapacités au post-secondaire, Montréal |
| 2010 – 2011                 | Membre du conseil d’administration, Action des femmes handicapées de Montréal, Montréa                                         |
| 2009 – 2010                 | Membre du conseil d’administration, Confédération des organismes de personnes handicapées du Québec, Montréal                  |

## Publications

### Thèse
- Laurence Parent, Rouler/Wheeling Montréal: Moving through, Resisting and Belonging in an Ableist City (lire en ligne)

### Articles dans une revue avec comité de lecture
- 2013 : Arseli Dokumaci, Antonia Hernández, Laurence Parent et Kim Sawchuk (Montreal in/accessible Collective), Virtual Poster Series (ViP) #1: Traffic Lights. Canadian Journal of Disability Studies, vol. 2 «Cripping Cyberspace: A Contemporary Virtual Art Exhibition Curated by Amanda Cachia», no 4
- 2016 : Laurence Parent, « The wheeling interview: mobile methods and disability », Mobilities, vol. 11, no 4,‎ 7 août 2016, p. 521–532 (ISSN 1745-0101, DOI 10.1080/17450101.2016.1211820, lire en ligne, consulté le 13 août 2022)
- 2017 : Ableism/disablism, on dit ça comment en français? Canadian Journal of Disability Studies, vol. 6, no 2, p. 183
- 2021 : (en) Laurence Parent, « 33 actions for an anti-ableist Montréal », Canadian Journal of Disability Studies, vol. 10, no 2,‎ 8 octobre 2021, p. 43–67 (ISSN 1929-9192, DOI 10.15353/cjds.v10i2.790, lire en ligne, consulté le 13 août 2022)

### Chapitres de livres
- 2016 : Transport mésadapté: Exploring online disability activism in Montréal. Laurence Parent et Marie-Ève Veilleux. Dans Disability and Social Media. Routledge.
- 2018 : Je Me Souviens: The Hegemony of Stairs at the Montreal Metro. Dans Untold Stories: A Canadian Disability History Reader (27 pages). Canadian Scholars’ Press.
- 2019 : Engaging Disability Access through Mobile Media Documentaries. Dans Disability and Media Companion (12 pages). Routledge.
- 2020 : Handicap, sourditude et medias. Laurence Parent et Véro Leduc. Dans De l’exclusion à la solidarité: Regards intersectionnels sur les médias. Les éditions remue-ménage.
- 2021 : Wheeling Montreal as a Disabled Woman. Dans Still Living the Edges: A Disabled Women’s Reader, Naming the Edges: Barriers. Éditions Diane Driedger.

### Filmographie
- 2012 : Montreal*in/accessible
- 2014 : Performing Crip Time
- 2014 : Cripping the Landscape Series 1 Québec City
- 2014 : A&O: Election day
- 2014 : Wheeling New York City